# دانیل آمیت
 دانیل آمیت (انگلیسی: Daniel Amit؛ زاده ۱۹۳۸ درگذشته ۴ نوامبر ۲۰۰۷) یک فیزیک‌دان اهل لهستان بود.